# Chrysopogon nodulibarbis
Chrysopogon nodulibarbis är en gräsart som först beskrevs av Ferdinand von Hochstetter och Ernst Gottlieb von Steudel, och fick sitt nu gällande namn av Johannes Jan Theodoor Henrard. Chrysopogon nodulibarbis ingår i släktet Chrysopogon och familjen gräs. Inga underarter finns listade i Catalogue of Life.